# Slučaj u tramvaju (1958.)
Slučaj u tramvaju je srbijanska televizijska drama iz 1958. godine, autora Miodraga Đurđevića, tadašnjeg urednika Radiodramske redakcije Radio Beograda. Emitirana u sklopu programa Televizije Zagreb. Drama je realizirana tijekom osmodnevnog kongresnog programa koji se održavao povodom 7. kongresa Saveza komunista Jugoslavije (SKJ), a izvela ju je ekipa iz Beograda koja se u to vrijeme pripremala za pokretanje beogradske televizije.
Premijerno je prikazana 26. travnja 1958. godine, a izvedena je uživo u studiju Televizije Zagreb u okrugloj dvorani u Jurišićevoj ulici br. 4. Iste godine 2. rujna premijerno je prikazana na Televiziji Beograd.

## Glumačka postava
- Radomir Raša Plaović kao Inženjer
- Dara Milošević kao Natalija, inženjerova žena
- Milena Dapčević kao Vera, ćerka
- Predrag Laković kao Čovek iz tramvaja
- Carka Jovanović kao Služavka
- Miodrag Lazarević
- Miroslav Duda Radivojević kao Agent
- Pavle Vuisić
- Milivoje Živanović